# Guš Chispin
Guš Chispin (hebrejsky: גוש חיספין, doslova "Blok Chispin",anglicky: Gush Hispin) je blok izraelských osad v jižní části Golanských výšin v Oblastní radě Golan. Sestává ze čtyř zemědělských vesnic Chispin, Avnej Ejtan, Nov a Ramat Magšimim, které jsou obývány nábožensky založenými Izraelci. K 31. prosinci 2008 obývalo tento blok 2918 lidí. Střediskem je osada Chispin. Na dopravní síť Golanských výšin je blok napojen pomocí silnice číslo 98 - hlavní severojižní komunikace v tomto regionu.